# Sirop de bourgeons de sapin
Le sirop de bourgeons de sapin,, est un sirop fait à partir des bourgeons de sapin ou d'épicéa, qui sont fermentés dans du sucre.

## Préparation
Les bourgeons de sapin se récoltent vers le mois de mai, ils doivent être tendres et de couleur claire. Inutile de nettoyer les bourgeons, ces derniers sont mis dans des bocaux, macérés de sucre. Attendre que le sucre fonde et que les bourgeons prennent une couleur brune, puis filtrer en obtenant ce sirop.[réf. nécessaire]

## Gastronomie
Le grand chef Marc Veyrat travaille le sapin, notamment dans un consommé de bœuf au jus de sapin.
La cheffe pâtissière Jessica Préalpato déclare que son « rêve gourmand le plus fou » est de « réussir à travailler le goût du sapin ». Elle a conçu des yaourts fraise-sapin.